# Krzysztof Mrowcewicz
Krzysztof Włodzimierz Mrowcewicz (ur. 13 maja 1956) – historyk literatury i kultury, wydawca poezji polskiego baroku, eseista. Prorektor Akademii Teatralnej im. Aleksandra Zelwerowicza w Warszawie, w kadencji 2024–2028.

## Życiorys
W 1975 ukończył I Liceum Ogólnokształcące im. Bolesława Limanowskiego w Warszawie, w 1979 studia polonistyczne na Uniwersytecie Warszawskim. W tym samym roku rozpoczął studia doktoranckie w Instytucie Badań Literackich Polskiej Akademii Nauk, a od 1984 był tam zatrudniony. W 1985 obronił w IBL pracę doktorską Antynomie wolności w poezji polskiej schyłku XVI wieku. (Jan Kochanowski i Mikołaj Sęp Szarzyński) napisaną pod kierunkiem Janusza Pelca. Od 1990 pracował równocześnie na Wydziale Wiedzy o Teatrze Państwowej Wyższej Szkoły Teatralnej w Warszawie, od 1996 Akademii Teatralnej im. Aleksandra Zelwerowicza. W IBL PAN uzyskał w 2005 stopień doktora habilitowanego na podstawie pracy Trivium poetów polskich epoki baroku: klasycyzm – manieryzm – barok. Od 2006 był zatrudniony na stanowisku docenta, od 2011 na stanowisku profesora nadzwyczajnego.
Pracował także w Wyższej Szkole Rolniczo-Pedagogicznej w Siedlcach (1984–1987 i 1993–1996). Należał do założycieli powstałej w 2002 Wyższej Warszawskiej Szkoły Humanistycznej, był jej rektorem (od 2007).
Od 2024 pełni funkcję prorektora Akademii Teatralnej w Warszawie ds. badań naukowych.
Jest współzałożycielem Biblioteki Pisarzy Staropolskich (2000 – z Adamem Karpińskim, został też członkiem redakcji Studiów Staropolskich. Od 2011 jest redaktorem naczelnym Słownika Polszczyzny XVI wieku. Publikował m.in. w „Twórczości”, „Tekstach Drugich”, „Literaturze na Świecie” i „Baroku”. 
Nominowany do Nagrody Literackiej Gdynia w 2012 za książkę Małe folio. Laureat Nagrody Literackiej Gdynia za książkę Rękopis znaleziony na ścianie (2018). Laureat Nagrody „Literatury na świecie” im. A. Siemka. Członek Collegium Invisibile. Odznaczony Złotym Krzyżem Zasługi (2016).

## Twórczość[1]

### Publikacje
- Czemu wolność mamy? Antynomie wolności w poezji Jana Kochanowskiego i Mikołaja Sępa Szarzyńskiego (1987)
- Wysoki umysł w dolnych rzeczach zawikłany. Antologia polskiej poezji metafizycznej epoki baroku (1993; 2010)
- Trivium poetów polskich epoki baroku. Klasycyzm – manieryzm – barok (2005)
- Małe folio (historia jednego wiersza) (2011)
- Rękopis znaleziony na ścianie (2017)
- Burza i zwierciadło (2022)

### Podręczniki szkolne
- Starożytność – Oświecenie (wyd. I, 1995)
- Przeszłość to dziś (wyd. I, 2002)
- Przeszłość i dziś – Klasa 1 cz. 1 i 2  (wyd. WSIP)

### Przygotowanie wydania
- Giambattista Marino/Anonim, Adon (wspólnie z Luigim Marinellim; 1993)
- Kasper Twardowski, Pochodnia Miłości Bożej (1994)
- Sebastian Grabowiecki, Rymy duchowne (1996)
- Aleksander Teodor Lacki, Pobożne pragnienia (1997)
- współpraca z Adamem Karpińskim i Radosławem Grześkowiakiem przy wydaniu Poezji Mikołaja Sępa Szarzyńskiego (2001)